# 247 Eukrate
Eukrate /juːˈkreɪtiː/ (định danh hành tinh vi hình: 247 Eukrate) là một tiểu hành tinh khá lớn ở vành đai chính. Nó có bề mắt tối và có thành phần cấu tạo dường như bằng cacbonat nguyên thủy. Ngày 14 tháng 3 năm 1885, nhà thiên văn học người Đức Karl T. R. Luther phát hiện tiểu hành tinh Eukrate khi ông thực hiện quan sát ở Düsseldorf và đặt tên nó theo tên Eukrate, một trong 50 nữ thần Nereid trong thần thoại Hy Lạp.
Kể từ năm 2004, Eukrate đã có 9 lần quan sát thấy che khuất.